# Hultagölen (Malexanders socken, Östergötland)
Hultagölen är en sjö i Boxholms kommun i Östergötland och ingår i Motala ströms huvudavrinningsområde.